# Prismatomeris brachypus
Prismatomeris brachypus är en måreväxtart som beskrevs av Henry Nicholas Ridley. Prismatomeris brachypus ingår i släktet Prismatomeris och familjen måreväxter. Inga underarter finns listade i Catalogue of Life.